# أزمات الغذاء 2022–2023

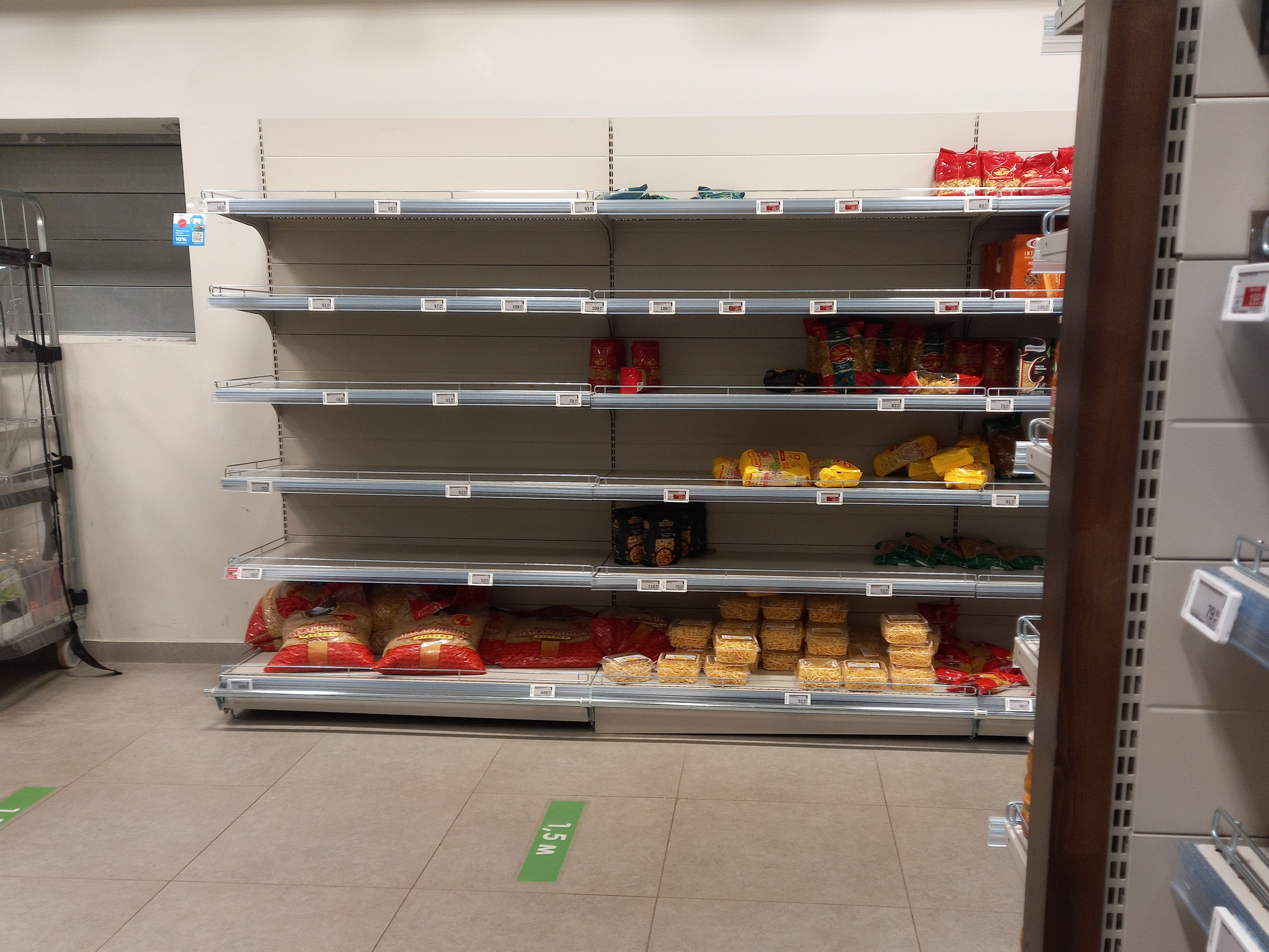
ارفف فارغة بسبب نقص المواد الغذائية في موسكو عام 2022 نتيجة الحرب على اوكرانيا.

شهد عام 2022 زيادة سريعة في أسعار المواد الغذائية ونقصًا في الإمدادات الغذائية حول العالم. كانت الأزمات المتفاقمة في أجزاء مختلفة من العالم ناجمة عن أسباب جيوسياسية، اقتصادية وطبيعية معقدة، مثل الحرارة الشديدة، الفيضانات والجفاف الناجم من تغير المناخ. تأتي الأزمات في أعقاب أزمة الأمن الغذائي والأزمات الاقتصادية خلال جائحة كورونا.
بعد الغزو الروسي لأوكرانيا في عام 2022، حذرت منظمة الأغذية والزراعة، بالإضافة إلى مراقبون آخرون لأسواق السلع الغذائية، من انهيار الإمدادات الغذائية وزيادة الأسعار. يخشى المحللون من نقص المعروض من محاصيل السلع الأساسية، مثل القمح، الذرة والبذور الزيتية، مما قد يتسبب في ارتفاع الأسعار. كما أدى الغزو إلى ارتفاع أسعار الوقود والأسمدة، مما تسبب في مزيد من النقص في الغذاء وزيادة الأسعار.
حتى قبل الحرب في أوكرانيا، كانت أسعار المواد الغذائية بالفعل عند مستويات قياسية: اعتبارًا من فبراير 2022، ارتفعت أسعار المواد الغذائية على أساس سنوي بنسبة 20٪ وفقًا لمنظمة الأغذية والزراعة. أدت الحرب إلى زيادة الأسعار على أساس سنوي بنسبة 40٪ أخرى في مارس.
كانت بعض المناطق ، مثل شرق أفريقيا ومدغشقر، تعاني بالفعل من الجفاف والمجاعة، ومن المتوقع أن تؤدي زيادة الأسعار إلى تفاقم الوضع هناك. وصف بعض المحللين ارتفاع الأسعار بأنه الأسوأ منذ أزمة أسعار الغذاء العالمية 2007 - 2008.